# بطولة آسيا للشباب تحت 19 عاما 2018
بطولة آسيا تحت 19 سنة لكرة القدم 2018 هي النسخة الأربعون من بطولة آسيا تحت 19 سنة لكرة القدم، وهي منافسة كرة قدم سنوية دولية للشباب ينظمها الاتحاد الآسيوي لكرة القدم للفرق الوطنية الرجال لكرة القدم في آسيا. أقيمت في إندونيسيا التي عينها الاتحاد الآسيوي كمضيفة في 25 يوليو 2017، بين 18 أكتوبر و4 نوفمبر 2018. وشارك في هذه المسابقة ما مجموعه 16 فريقا.
تأهلت أربعة فرق من هذه المسابقة لكأس العالم تحت 20 سنة 2019 في بولندا بوصفها ممثلي الاتحاد الآسيوي.

## التصفيات

### عملية التأهيل
تم لعب التصفيات في الفترة من 24 أكتوبر إلى 8 نوفمبر 2017.
على الرغم من أن اندونيسيا مؤهلة تلقائيا بوصفها مضيفة، فإنها شاركت أيضا في مجموعة التصفيات س وجائت في المرتبة الثالثة بعد أن سقطت أمام كوريا الجنوبية وماليزيا 0–3 و1–4.
دشنت تايبيه الصينية في شرق آسيا ظهورها الأول في المسابقة النهائية، منذ عام 1974. وقد قام الفريق بهزيمة كل من لاوس وماكاو ولكنه مع ذلك قبل هزيمة ضئيلة للغاية 1–2 إلى فيتنام، لذلك لم تتمكن من الفوز بمجموعتها؛ بيد أن ذلك لم يكن مهما لكونها مؤهلة للمسابقة النهائية بوصفها واحدة من أفضل الثواني.
شهدت تصفيات 2018 أيضا أول حالة على الإطلاق بتصفيات بطولة آسيا تحت 19 سنة، والتي كان على فريقين استخدام ركلات جزاء ترجيحية لتحديد الفريق الأعلى رتبة. وقد حدث ذلك في المجموعة «جيم» بعد أن تعادلت قطر والعراق بجميع المعايير (باستثناء النقاط التأديبية)، وكان لا يزال يتعين على كليهما أن يلعبا في آخر مباراة. فازت قطر بركلات الجزاء، وبذلك فازت بالمجموعة بينما انتهى العراق ثانياً.
لعب اثنا عشر من أصل ستة عشر فريقا تأهل في 2018 في نهائيات 2016.

### الفرق المتأهلة
تأهلت الفرق الـ 16 التالية إلى المسابقة النهائية.
| فريق                     | تأهل بوصفه      | المشاركة          | أفضل أداء سابق                                                                 |
| ------------------------ | --------------- | ----------------- | ------------------------------------------------------------------------------ |
| إندونيسيا                | المضيف          | السابعة عشرة      | البطل (1961 ‏)                                                                  |
| الإمارات العربية المتحدة | فائز المجموعة أ | الرابعة عشرة      | البطل (2008)                                                                   |
| طاجيكستان                | فائز المجموعة ب | الرابعة           | ربع النهائي (2016)                                                             |
| قطر                      | فائز المجموعة ج | الرابعة عشرة      | البطل (2014)                                                                   |
| السعودية                 | فائز المجموعة د | الرابعة عشرة      | البطل (1986، 1992)                                                             |
| الأردن                   | فائز المجموعة ر | السابعة           | المركز الرابع (2006)                                                           |
| كوريا الجنوبية           | فائز المجموعة س | الثامنة والثلاثون | البطل (1959، 1960، 1963، 1978، 1980، 1982، 1990، 1996، 1998، 2002، 2004، 2012) |
| الصين                    | فائز المجموعة ص | الثامنة عشرة      | البطل (1985)                                                                   |
| فيتنام                   | فائز المجموعة ط | التاسعة عشرة      | نصف النهائي (2016)                                                             |
| اليابان                  | فائز المجموعة ع | السابعة والثلاثون | البطل (2016)                                                                   |
| أستراليا                 | فائز المجموعة ف | السابعة           | الوصيف (2010)                                                                  |
| العراق                   | وصيف المجموعة ج | السابعة عشرة      | البطل (1975، 1977، 1978، 1988، 2000)                                           |
| تايلاند                  | وصيف المجموعة ع | الثالثة والثلاثون | البطل (1962، 1969)                                                             |
| كوريا الشمالية           | وصيف المجموعة ف | الثالثة عشرة      | البطل (1976، 2006، 2010)                                                       |
| تايبيه الصينية           | وصيف المجموعة ط | العاشرة           | المركز الثالث (1966)                                                           |
| ماليزيا                  | وصيف المجموعة س | الثالثة والعشرون  | الوصيف (1959، 1960، 1968)                                                      |

ملاحظات:
1. ↑  لعب فيتنام بين عامي 1959 و1974 في مسابقات الاتحاد الآسيوي بوصفها جنوب فيتنام. ولم تنضم دولة مستقلة في شمال فيتنام إلى الاتحاد الدولي لكرة القدم، ولعبت في المقام الأول ضد غيرها من البلدان الشيوعية والمتعاطفة مع الشيوعية.[11] شملت 19 مشاركة ما مجموعه 11 مشاركة بوصفها جنوب فيتنام.
2. 1 2 3 4 5  تأهل أفضل خمسة ثواني إلى المسابقة النهائية.

## الأماكن
| جاكرتا                                                          | بيكاسي                   | Cibinong       |
| --------------------------------------------------------------- | ------------------------ | -------------- |
| ملعب غيلورا بونغ كارنو                                          | ملعب باتريوت كاندرابهاجا | ملعب باكانساري |
| السعة: 77,193                                                   | السعة: 30,000            | السعة: 30,000  |
|                                                                 |                          |                |
| جاكرتا بيكاسي Cibinongبطولة آسيا للشباب تحت 19 عاما 2018 (Java) |                          |                |

## القرعة
ستسحب الفرق الـ 16 إلى أربع مجموعات مؤلفة من أربع فرق.
| الوعاء 1                                               | الوعاء 2                                                             | الوعاء 3                               | الوعاء 4                                                 |
| ------------------------------------------------------ | -------------------------------------------------------------------- | -------------------------------------- | -------------------------------------------------------- |
| 1. إندونيسيا (المضيف) 2. اليابان 3. السعودية 4. فيتنام | 1. العراق 2. طاجيكستان 3. كوريا الجنوبية 4. الإمارات العربية المتحدة | 1. أستراليا 2. قطر 3. الصين 4. تايلاند | 1. كوريا الشمالية 2. الأردن 3. ماليزيا 4. تايبيه الصينية |

## التشكيلات
اللاعبون الذين ولدوا في 1 يناير 1999 أو بعد ذلك التاريخ مؤهلون للتنافس في المسابقة. ويجب أن يقوم كل فريق بتسجيل تشكيلة مكونة من 18 لاعب على الأقل و23 لاعبا كحد أقصى، على أن يكون ثلاثة منهم كحد أدنى حراس مرمى (المادتان 24.1 و24.2 من اللوائح).

## مرحلة المجموعات
أفضل فريقين من كل مجموعة يتقدمان إلى ربع النهائي.

كسر التعادل
يتم ترتيب الفرق وفقا للنقاط (3 نقاط للفوز، نقطة واحدة للتعادل، 0 نقطة للخسارة)، وفي حالة التعادل، يتم تطبيق قواطع التعادل التالية، حسب الترتيب المعطى، لتحديد التصنيف (المادة 9-3 من اللائحة):
1. النقاط في المباريات وجهاً لوجه بين الفرق المرتبطة.
2. فرق الأهداف في المباريات وجهًا لوجه بين الفرق المرتبطة
3. الأهداف المسجلة في المباريات وجهاً لوجه بين الفرق المرتبطة.
4. في حالة تعادل أكثر من فريقين، وبعد تطبيق جميع المعايير المباشرة أعلاه، ما زال هناك مجموعة فرعية من الفرق مرتبطة، ويتم تطبيق جميع المعايير المذكورة أعلاه مرة أخرى. حصريًا لهذه المجموعة الفرعية من الفرق ؛
5. فرق الهدف في جميع مباريات المجموعة ؛
6. الأهداف المسجلة في جميع مباريات المجموعة ؛
7. ركلات الجزاء الترجيحية في حالة تعادل فريقين فقط وقد التقيا في الجولة الأخيرة من المجموعة ؛
8. النقاط التأديبية (البطاقة الصفراء = 1 نقطة، البطاقة الحمراء بعد ورقتين أصفر = 3 نقاط، البطاقة الحمراء المباشرة = 3 نقاط، البطاقة الصفراء متبوعة ببطاقة حمراء مباشرة = 4 نقاط) ؛

جميع الأوقات بالتوقيت المحلي، التوقيت الغربي الإندونيسي (التوقيت العالمي المنسق+7).

### المجموعة أ
| م | الفريق                       | لعب | ف | ت | خ | أ.له | أ.ع | أ.ف | نقاط | التأهل             |
| - | ---------------------------- | --- | - | - | - | ---- | --- | --- | ---- | ------------------ |
| 1 | قطر (A)                      | 3   | 2 | 0 | 1 | 11   | 7   | +4  | 6    | مرحلة خروج المغلوب |
| 2 | إندونيسيا (A, H)             | 3   | 2 | 0 | 1 | 9    | 7   | +2  | 6    | مرحلة خروج المغلوب |
| 3 | الإمارات العربية المتحدة (E) | 3   | 2 | 0 | 1 | 10   | 3   | +7  | 6    |                    |
| 4 | تايبيه الصينية (E)           | 3   | 0 | 0 | 3 | 2    | 15  | −13 | 0    |                    |

1. 1 2 3  النتائج وجهاً لوجه: الإمارات العربية المتحدة 2–1 قطر، قطر 6–5 إندونيسيا، إندونيسيا 1–0 الإمارات العربية المتحدة. الترتيب وجهاً لوجه:
  - قطر: 3 نقاط، 0 فارق الأهداف، 7 أهداف لصالح
  - إندونيسيا: 3 نقاط، 0 فارق الأهداف، 6 أهداف لصالح
  - الإمارات العربية المتحدة: 3 نقاط، 0 فارق الأهداف، 2 أهداف لصالح

| الإمارات العربية المتحدة          | 2–1   | قطر                   |
| --------------------------------- | ----- | --------------------- |
| - أحمد فوزي 6' - علي صالح علي 41' | تقرير | - عبد الرشيد عمرو 36' |

| إندونيسيا                                  | 3–1   | تايبيه الصينية      |
| ------------------------------------------ | ----- | ------------------- |
| - إيغاي ماولان 50' - ويتان سليمان 70'، 89' | تقرير | - وانغ تشونغ-يو 53' |

| تايبيه الصينية | 1–8   | الإمارات العربية المتحدة                                                                                 |
| -------------- | ----- | --- |
| - وو ين-شو 74' | تقرير | - أحمد فوزي 10' - علي صالح علي 20'، 67' - ماجد راشد 35'، 75' - راشد مبارك 51'، 59' - عبد الله النقبي 70' |

| قطر                                                                 | 6–5   | إندونيسيا                                                      |
| ------------------------------------------------------------------- | ----- | -------------------------------------------------------------- |
| - هاشم علي 11'، 51' - عبد الرشيد عمرو 14'، 41'، 56' - محمد جدوع 24' | تقرير | - لطفي كمال 28' - تود ريفالدو 65'، 73'، 81' - ساديل رمضاني 69' |

| إندونيسيا          | 1–0   | الإمارات العربية المتحدة |
| ------------------ | ----- | ------------------------ |
| - ويتان سليمان 23' | تقرير |                          |

| قطر                                                                | 4–0   | تايبيه الصينية |
| ------------------------------------------------------------------ | ----- | -------------- |
| - خالد منصور 57' - هاشم علي 61'، 77' - عبد الرشيد عمرو 86' (ركلة.) | تقرير |                |

### المجموعة ب
| م | الفريق             | لعب | ف | ت | خ | أ.له | أ.ع | أ.ف | نقاط | التأهل             |
| - | ------------------ | --- | - | - | - | ---- | --- | --- | ---- | ------------------ |
| 1 | اليابان (A)        | 3   | 3 | 0 | 0 | 13   | 3   | +10 | 9    | مرحلة خروج المغلوب |
| 2 | تايلاند (A)        | 3   | 1 | 1 | 1 | 6    | 7   | −1  | 4    | مرحلة خروج المغلوب |
| 3 | كوريا الشمالية (E) | 3   | 1 | 0 | 2 | 4    | 7   | −3  | 3    |                    |
| 4 | العراق (E)         | 3   | 0 | 1 | 2 | 3    | 9   | −6  | 1    |                    |

| العراق                                                     | 3–3   | تايلاند                                                         |
| ---------------------------------------------------------- | ----- | --------------------------------------------------------------- |
| - مؤمل عبد الرضا 37' - وكاع رمضان 42' - حسن عبد الكريم 66' | تقرير | - كريتسادا كامان 26' - كوراويت تاسا 87' - سوفانات مويانتا 90+4' |

| اليابان                                                                                       | 5–2   | كوريا الشمالية                           |
| --------------------------------------------------------------------------------------------- | ----- | ---------------------------------------- |
| - كوكي سايتو 8' - هيروكي إيتو 19' - تاكيفوسا كوبو 65' - تايسي ميياشيرو 89' - هيروكي أبه 90+3' | تقرير | - كي تام 36' - كانغ كوك-تشول 41' (ركلة.) |

| كوريا الشمالية       | 1–0   | العراق |
| -------------------- | ----- | ------ |
| - باك كوانغ-تشون 55' | تقرير |        |

| تايلاند               | 1–3   | اليابان                                    |
| --------------------- | ----- | ------------------------------------------ |
| - سوفانات مويانتا 54' | تقرير | - تايسي ميياشيرو 27'، 44' - كوكي سايتو 42' |

| اليابان                                                                      | 5–0   | العراق |
| ---------------------------------------------------------------------------- | ----- | ------ |
| - يوتا تاكي 10' - كيوسوكي تاغاوا 27' - تايتشي هارا 34'، 77' - كوكي سايتو 85' | تقرير |        |

| تايلاند                              | 2–1   | كوريا الشمالية      |
| ------------------------------------ | ----- | ------------------- |
| - سامبان كيسي 38' - كوراويت تاسا 78' | تقرير | - كانغ كوك-تشول 45' |

### المجموعة ج
| م | الفريق             | لعب | ف | ت | خ | أ.له | أ.ع | أ.ف | نقاط | التأهل             |
| - | ------------------ | --- | - | - | - | ---- | --- | --- | ---- | ------------------ |
| 1 | كوريا الجنوبية (A) | 3   | 2 | 1 | 0 | 7    | 3   | +4  | 7    | مرحلة خروج المغلوب |
| 2 | أستراليا (A)       | 3   | 1 | 2 | 0 | 4    | 3   | +1  | 5    | مرحلة خروج المغلوب |
| 3 | الأردن (E)         | 3   | 1 | 1 | 1 | 4    | 5   | −1  | 4    |                    |
| 4 | فيتنام (E)         | 3   | 0 | 0 | 3 | 3    | 7   | −4  | 0    |                    |

| فيتنام             | 1–2   | الأردن                            |
| ------------------ | ----- | --------------------------------- |
| - نام مان دونغ 21' | تقرير | - محمد عطية 29' - محمد الزعبي 89' |

| كوريا الجنوبية    | 1–1   | أستراليا          |
| ----------------- | ----- | ----------------- |
| - جيون سي-جين 52' | تقرير | - رامي نجارين 89' |

| أستراليا                           | 2–1   | فيتنام           |
| ---------------------------------- | ----- | ---------------- |
| - أنغوس ثورغيت 37' - بن فولامي 76' | تقرير | - لي فان نام 85' |

| الأردن            | 1–3   | كوريا الجنوبية                                       |
| ----------------- | ----- | ---------------------------------------------------- |
| - عمر الزبدية 77' | تقرير | - تشو يونغ-ووك 3' - جيون سي-جين 79' - تشوي جون 90+2' |

| فيتنام           | 1–3   | كوريا الجنوبية                                             |
| ---------------- | ----- | ---------------------------------------------------------- |
| - لي سوان تو 13' | تقرير | - تشو يونغ-ووك 45' (ركلة.)، 90+4' (ر.ج.) - كيم هيون-وو 77' |

| أستراليا            | 1–1   | الأردن            |
| ------------------- | ----- | ----------------- |
| - أوليفر بوفليت 10' | تقرير | - عمر الزبدية 76' |

### المجموعة د
| م | الفريق        | لعب | ف | ت | خ | أ.له | أ.ع | أ.ف | نقاط | التأهل             |
| - | ------------- | --- | - | - | - | ---- | --- | --- | ---- | ------------------ |
| 1 | السعودية (A)  | 3   | 3 | 0 | 0 | 6    | 2   | +4  | 9    | مرحلة خروج المغلوب |
| 2 | طاجيكستان (A) | 3   | 1 | 1 | 1 | 4    | 5   | −1  | 4    | مرحلة خروج المغلوب |
| 3 | الصين (E)     | 3   | 1 | 0 | 2 | 2    | 2   | 0   | 3    |                    |
| 4 | ماليزيا (E)   | 3   | 0 | 1 | 2 | 3    | 6   | −3  | 1    |                    |

| السعودية                            | 2–1   | ماليزيا         |
| ----------------------------------- | ----- | --------------- |
| - تركي العمار 24' - سالم السليم 78' | تقرير | - هادي فياض 88' |

| طاجيكستان              | 1–0   | الصين |
| ---------------------- | ----- | ----- |
| - شارافجون سوليهوف 77' | تقرير |       |

| الصين | 0–1   | السعودية                  |
| ----- | ----- | ------------------------- |
|       | تقرير | - عبد المحسن القحطاني 81' |

| ماليزيا                                    | 2–2   | طاجيكستان                                 |
| ------------------------------------------ | ----- | ----------------------------------------- |
| - هادي فياض 11' - وحدت هانوفوف 55' (هـ.ذ.) | تقرير | - إحسان بنجشنبه 34' - دالر يودغوروف 45+1' |

| السعودية                                  | 3–1   | طاجيكستان             |
| ----------------------------------------- | ----- | --------------------- |
| - صافي الزقرتي 65'، 70' - فرج الغشيان 73' | تقرير | - شيريدين بوبوييف 29' |

| الصين                            | 2–0   | ماليزيا |
| -------------------------------- | ----- | ------- |
| - تاو تشيانلونغ 44' - شو يوي 58' | تقرير |         |

## مرحلة خروج المغلوب

### القوس
|  | ربع النهائي        | ربع النهائي    |                   |  | نصف النهائي | نصف النهائي |  |  | النهائي | النهائي |
|  |                    |                |                   |  |             |             |  |  |         |         |
|  | 28 أكتوبر – جاكرتا |                |                   |  |             |             |  |  |         |         |
|  |                    |                |                   |  |             |             |  |  |         |         |
|  | قطر (ب.و.إ.)       | 7              |                   |  |             |             |  |  |         |         |
|  | قطر (ب.و.إ.)       | 7              | 1 نوفمبر – جاكرتا |  |             |             |  |  |         |         |
|  | تايلاند            | 3              |                   |  |             |             |  |  |         |         |
|  | تايلاند            | 3              | قطر               |  |             |             |  |  |         |         |
|  | 29 أكتوبر – بيكاسي |                |                   |  |             |             |  |  |         |         |
|  |                    | كوريا الجنوبية |                   |  |             |             |  |  |         |         |
|  | كوريا الجنوبية     | 1              |                   |  |             |             |  |  |         |         |
|  | كوريا الجنوبية     | 1              | 4 نوفمبر – جاكرتا |  |             |             |  |  |         |         |
|  | طاجيكستان          | 0              |                   |  |             |             |  |  |         |         |
|  | طاجيكستان          | 0              | فائز ن.ن.1        |  |             |             |  |  |         |         |
|  | 28 أكتوبر – جاكرتا |                |                   |  |             |             |  |  |         |         |
|  |                    | فائز ن.ن.2     |                   |  |             |             |  |  |         |         |
|  | اليابان            | 2              |                   |  |             |             |  |  |         |         |
|  | اليابان            | 2              | 1 نوفمبر – جاكرتا |  |             |             |  |  |         |         |
|  | إندونيسيا          | 0              |                   |  |             |             |  |  |         |         |
|  | إندونيسيا          | 0              | اليابان           |  |             |             |  |  |         |         |
|  | 29 أكتوبر – بيكاسي |                |                   |  |             |             |  |  |         |         |
|  |                    | السعودية       |                   |  |             |             |  |  |         |         |
|  | السعودية           | 3              |                   |  |             |             |  |  |         |         |
|  | السعودية           | 3              |                   |  |             |             |  |  |         |         |
|  | أستراليا           | 1              |                   |  |             |             |  |  |         |         |
|  | أستراليا           | 1              |                   |  |             |             |  |  |         |         |

### ربع النهائي
الفائز يتأهل إلى كأس العالم تحت 20 سنة لكرة القدم 2019.
| قطر | 7–3 (ب.و.إ.) | تايلاند                                                              |
| --- | ------------ | -------------------------------------------------------------------- |
| - هاشم علي 13' - ناصر اليزيدي 21' - أحمد سهيل 87' - عبد الرشيد عمرو 99'، 117' - خالد منصور 106' - يوسف أيمن حافظ 120' | تقرير        | - كوراويت تاسا 48' - ساكونتشاي ساينغتوفو 61' - تيراباك برويانغنا 80' |

| اليابان                                 | 2–0   | إندونيسيا |
| --------------------------------------- | ----- | --------- |
| - شونكي هيغاشي 40' - تايسي ميياشيرو 70' | تقرير |           |

| كوريا الجنوبية    | 1–0   | طاجيكستان |
| ----------------- | ----- | --------- |
| - جيون سي-جين 44' | تقرير |           |

| السعودية                                                            | 3–1   | أستراليا                |
| ------------------------------------------------------------------- | ----- | ----------------------- |
| - تركي العمار 7' - فراس البريكان 50' - سعود عبد الله عبد الحميد 82' | تقرير | - ناثانييل أتكينسون 42' |

### نصف النهائي
| قطر              | 1–3   | كوريا الجنوبية                             |
| ---------------- | ----- | ------------------------------------------ |
| - لي جاي إيك 52' | تقرير | - سي جين جيون 23' 33' - اوم وون سانج 45+2' |

| اليابان | 0–2   | السعودية                              |
| ------- | ----- | ------------------------------------- |
|         | تقرير | - تركي العمار 29' - خالد الغنام 45+1' |

### النهائي
| كوريا الجنوبية     | 1–2   | السعودية                           |
| ------------------ | ----- | ---------------------------------- |
| - تشو يونغ ووك 64' | تقرير | - تركي العمار 2' - خالد الغنام 22' |

## الفائز
| فائز بطولة آسيا تحت 19 سنة لكرة القدم 2018 |
| ------------------------------------------ |
| · السعودية · للمرة الثالثة                 |

## الجوائز
| أفضل هداف       | أفضل لاعب   | جائزة اللعب النظيف |
| --------------- | ----------- | ------------------ |
| عبد الرشيد عمرو | تركي العمار | السعودية           |

## الشواغل والخلافات
تم ارتكاب خطأ قبل بدء المباراة في المجموعة ج بين الأردن وكوريا الجنوبية في 22 أكتوبر 2018، عندما لعب المشغل النشيد الوطني الكوري الشمالي بدلاً من النشيد الوطني الكوري الجنوبي. توقف النشيد الخطأ على الفور وتم استبدال المشغل منذ ذلك الحين.

## وصلات خارجية
- الموقع الرسمي
, the-AFC.com